# Windows Runtime
Windows RunTime або WinRT — програмна модель для створення користувацьких програм для Windows 8, про яку було повідомлено на конференції BUILD компанії Microsoft 12 вересня 2011.
За задумом WinRT має наступний набір властивостей:
- Дозволяє створювати користувацькі програми в стилі Metro UI
- Містить просту модель програмування користувацького інтерфейсу (не потрібно більше знати HDC, WndProc чи LPARAM)
- Надає асинхронне API для користувацьких інтерфейсів
- Дозволяє створювати програми лише в «пісочниці»

Програми з використанням WinRT можна писати на C/C++, HTML/Javascript або .NET.